# Questo annuello
Genre
Espèce
Questo annuello, unique représentant du genre Questo, est une espèce d'araignées aranéomorphes de la famille des Trachycosmidae.

## Distribution
Cette espèce est endémique du Victoria en Australie.

## Description
Le mâle holotype mesure 4,4 mm et la femelle 4,0 mm.

## Systématique et taxinomie
Ce genre a été décrit par Platnick en 2002 dans les Gallieniellidae. Il est placé dans les Trachycosmidae par Azevedo, Bougie, Carboni, Hedin et Ramírez en 2022.

## Publication originale
- Platnick, 2002 : « A revision of the Australasian ground spiders of the families Ammoxenidae, Cithaeronidae, Gallieniellidae, and Trochanteriidae (Araneae: Gnaphosoidea). » Bulletin of the American Museum of Natural History, no 271, p. 1-243 (texte intégral).